# Stephen C. Fog
Stephen C. Fog ist ein Filmtechniker und Spezialeffektkünstler, der mit dem Technical Achievement Award, einem Oscar für technische Verdienste, ausgezeichnet wurde.

## Berufliches
Im Zeitraum 1979 bis 1985 wirkte Fog an vier Science-Fiction-Filmen im Bereich Spezialeffekte mit, bevor er 1985 gemeinsam mit Don Trumbull, Jonathan Erland und Paul Burke für das Design und die Entwicklung eines leistungsstarken Blue-Flux-Projektors „Blue Max“ für matte Kompositfotografie (Matt-Composite-Fotografie) auf Reisen mit einem Technical Achievement Award ausgezeichnet wurde. Fog war ebenso wie Erland und Trumbull bei John Dykstra und Industrial Light & Magic tätig und arbeitete später in dessen Firma für Spezialeffekte, Apogee, Inc. Dort war er mit neuen Entwicklungen im Bereich der Spezialeffekte betraut und machte sich in diesem Bereich verdient, was auch seine Auszeichnung widerspiegelt.

## Filmografie (Auswahl)
- 1979: Star Trek: Der Film (Star Trek: The Motion Picture)
- 1982: Blade Runner
- 1983: Projekt Brainstorm
- 1985: Lifeforce – Die tödliche Bedrohung

## Auszeichnung (Auswahl)
Technical Achievement Award 1985 für Stephen C. Fog, gemeinsam mit Don Trumbull, Jonathan Erland und Paul Burke „For the design and development of the ‚Blue Max‘ high-power, blue-flux projector for traveling matte composite photography“